# The Little Princess (1917)
The Little Princess é um filme mudo estadunidense de 1917, do gênero drama, dirigido por Marshall Neilan, com roteiro de Frances Marion baseado no romance A Little Princess, de Frances Hodgson Burnett.